# Festival Trail Semois
Vous pouvez aider à l'améliorer ou bien discuter des problèmes sur sa page de discussion.
- Il ne cite pas suffisamment ses sources. Vous pouvez indiquer les passages à sourcer avec {{référence nécessaire}} ou {{Référence souhaitée}}, et inclure les références utiles en les liant aux notes de bas de page. (Marqué depuis avril 2024)
- Certaines informations devraient être mieux reliées aux sources mentionnées dans la bibliographie ou les liens externes. Améliorez sa vérifiabilité en les associant par des références. (Marqué depuis avril 2024)
- Il ne s’appuie pas, ou pas assez, sur des sources secondaires ou tertiaires. (Marqué depuis avril 2024)

- Archive Wikiwix
- Bing
- Cairn
- DuckDuckGo
- E. Universalis
- Gallica
- Google
- G. Books
- G. News
- G. Scholar
- Persée
- Qwant
- (zh) Baidu
- (ru) Yandex
- (wd) trouver des œuvres sur Wikidata

Le Festival Trail Semois est un trail (course nature sur chemins et sentiers) qui se déroule le 1er week-end de juillet au départ de Herbeumont en bordure de la Semois, en Belgique. 
Le parcours de 55 km traverse la réserve naturelle des Epioux, la forêt de Conques, le viaduc d’Herbeumont, le Tombeau du Chevalier, les bois Grande Dansou et de Ste Cécile et le triptyque des Roches (roche du chat, roche brulée, roche Lenel) avant de passer devant les Forges Roussel. Cette épreuve de 55 km comprend un dénivelé positif de 1548 mètres. Deux autres distances sont disponibles : 28 km et 16 km. Ces deux dernières épreuves sont ouvertes aux amateurs de la marche nordique.